# Сушовецька сільська рада
49°58′35″ пн. ш. 26°21′2″ сх. д. / 49.97639° пн. ш. 26.35056° сх. д.

Сушовецька сільська́ ра́да — колишній орган місцевого самоврядування, територія якої відносилась до складу ліквідованого Білогірського району Хмельницької області, Україна. Центром сільради є село Сушівці. Рада утворена у 1921 році. У 2020 році приєднана до складу Білогірської селищної громади.

## Основні дані
Сільська рада розташована у центральній частині Білогірського району, на захід — південний захід від районного центру Білогір'я, на правому березі річки Горинь.
Населення сільської ради становить — 542 особи (2001). Загальна площа населених пунктів — 2,83 км², сільської ради, в цілому — 16,61 км². Середня щільність населення — 32,63 осіб/км².

### Населення
Зміна чисельності населення за даними переписів і щорічних оцінок:
| Роки      | 1986  | 2001 | 2010 | 2011 |
| --------- | ----- | ---- | ---- | ---- |
| Населення | 1 200 | ▼542 | ▼455 | ▲456 |

## Адміністративний поділ
Сушовецькій сільській раді підпорядковується 2 населених пункти, села:
- Сушівці
- Водички

## Господарська діяльність
Основним видом господарської діяльності населених пунктів сільської ради є сільськогосподарське виробництво. Воно складається із фермерських господарств, ІВК ТОВ «Рідний край», фермерських (одноосібних) та індивідуальних присадибних селянських господарств. Основним видом сільськогосподарської діяльності є вирощування зернових, технічних культур; допоміжним — вирощування овочевих культур та виробництво м'ясо-молочної продукції.
На території сільради працює два магазини, загально-освітня школа I–III ст., сільський клуб, фельдшерсько-акушерський пункт (ФАП), Сушовецьке поштове відділення, АТС, водогін — 2,0 км. Населенні пункти сільради газифіковані.
На території сільради діє церква «Святого Миколая» Української православної церкви.

## Автошляхи та залізниці
Протяжність комунальних автомобільних шляхів становить 21,0 км, з них:
- із твердим покриттям — 3,0 км;
- із асфальтовим покриттям — 0 км;
- із ґрунтовим покриттям — 18,0 км.

Протяжність автомобільних шляхів загального користування — 21,0 км.
Територією сільської ради, із заходу на схід проходить автомобільний шлях регіонального значення Кременець — Ржищів (Н02).
Найближчі залізничні станції: Суховоля (смт Білогір'я) та Вільшаниця (с. Вільшаниця), розташовані на залізничній лінії Шепетівка-Подільська — Тернопіль.

## Річки
Територією сільської ради, із заходу на схід протікає річка Горинь (басейн Прип'яті).